# Фонтан Герона

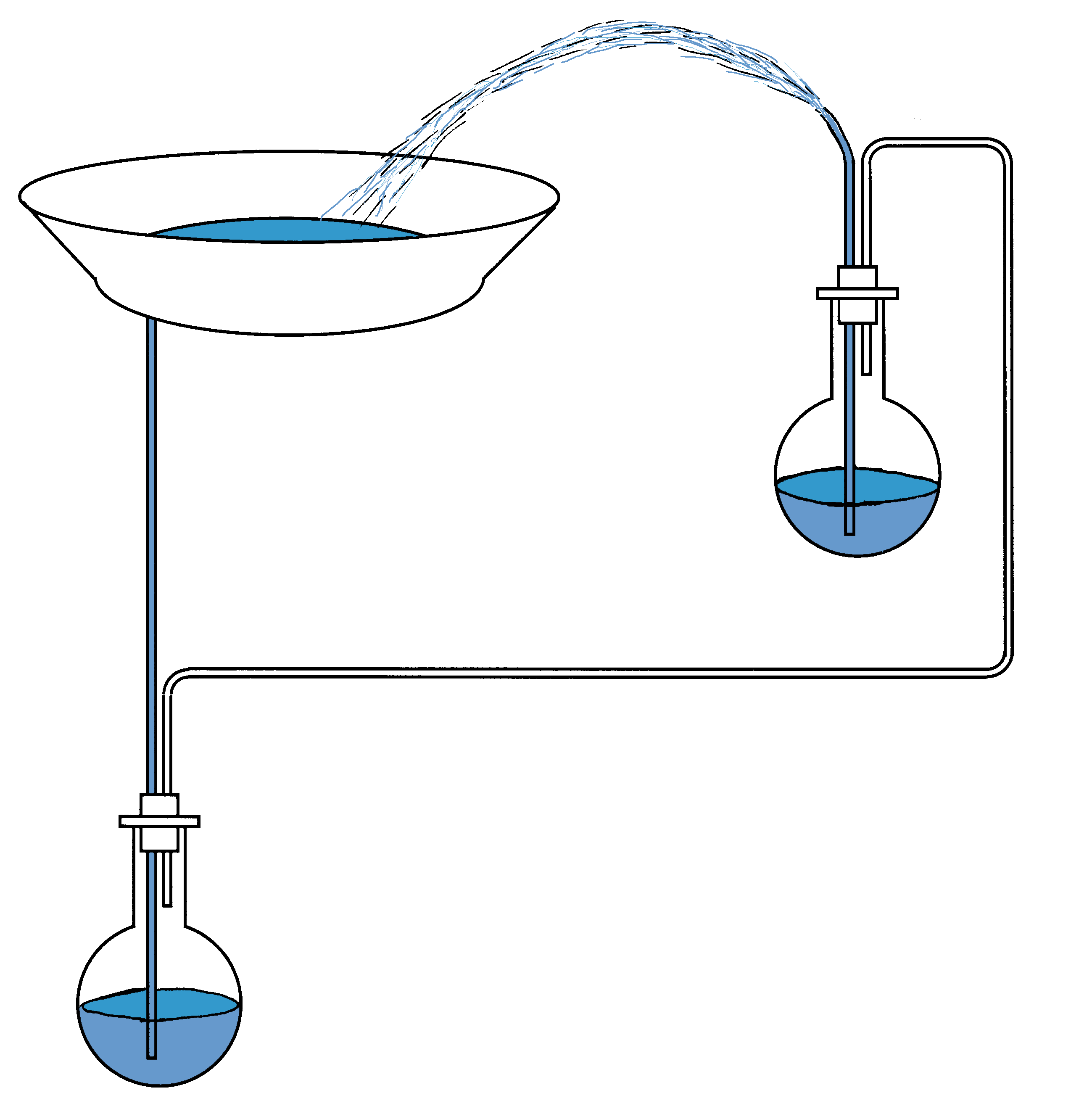
Развёрнутая схема фонтана Герона

Фонтан Герона — гидро-пневматический прибор, придуманный в I веке древнегреческим учёным Героном Александрийским. Конструкция обеспечивает длительное фонтанирование струи воды на значительную высоту без внешнего воздействия и какого-либо двигателя. Различные версии фонтана Герона сегодня используют на уроках физики для демонстрации принципов гидравлики и пневматики.

## Устройство

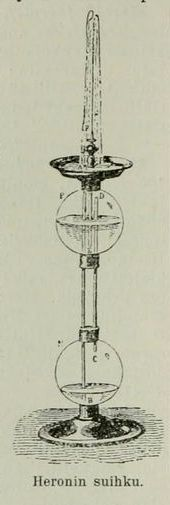
Классический вид фонтана Герона. Финская энциклопедия 1911 года.

Прибор состоит из трёх сосудов, сообщающихся между собой трубками. Для максимальной зрелищности их обычно размещают вертикально один над другим: два нижних с нерастяжимыми стенками закрыты и герметизированы (подойдут пластиковые и стеклянные бутылки, но не подойдут резиновые ёмкости), а верхний имеет форму открытой чаши фонтана. Перед демонстрацией опыта средний сосуд практически полностью заполняют водой, в нижнем сосуде находится воздух (наличие воды в нём не обязательно, но обычно там есть небольшое количество).
Для запуска фонтана надо не очень большое количество воды налить в верхнюю чашу. Вода из неё по трубке спускается почти до дна нижнего сосуда. При вертикальном расположении ёмкостей такая трубка обычно проходит сквозь средний резервуар, но не взаимодействует с ним (герметичный транзит). Такое сквозное прохождение лишь способствует иллюзии взаимосвязи резервуаров, но не является технической необходимостью — трубка может огибать средний резервуар. Из-за подъёма уровня воды в нижней ёмкости повышается давление воздуха, которое передаётся в средний сосуд по другой трубке, идущей от верхней части нижнего сосуда к верхней части среднего сосуда. Повышение воздушного давления в среднем сосуде выдавливает из него воду по трубке, проведённой от дна среднего сосуда в верхнюю чашу, где из конца этой трубки, возвышающейся над поверхностью воды, и бьёт фонтан.
В идеальных условиях высота фонтана над поверхностью воды в верхней чаше равна расстоянию между поверхностью воды в среднем и нижнем сосудах. Но сопротивление при движении жидкости по трубам несколько уменьшают реальную высоту фонтана.
Постепенно вода из среднего сосуда через фонтан и верхнюю чашу наполняет нижний сосуд. Расстояние между уровнями уменьшается, из-за чего высота фонтана понижается. Работа фонтана прекращается после снижения уровня воды в средней ёмкости ниже среза трубки, подающей воду в фонтан.
Для «перезарядки» фонтана его нужно перевернуть и дождаться, пока вода из нижней ёмкости (которая после переворота станет верхней) перетечёт в средний резервуар.

## Физический принцип работы

Упрощенная физическая схема фонтана Герона

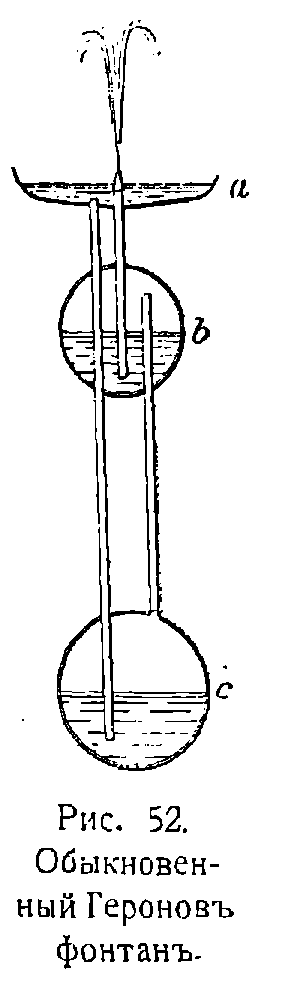
Иллюстрация из «Занимательной физики» Якова Перельмана (1916)

Общее описание физического принципа работы фонтана Герона (см. рисунок с упрощённой схемой):
- Вода в трубке Р1 создаёт давление, пропорциональное высоте водяного столба от поверхности воды в ёмкости А (верхней чаше) до уровня воды в ёмкости С (нижний сосуд).
- Давление передается воздухом по трубке Р2 в ёмкость В (средний сосуд), то есть давление на уровне поверхностей воды в ёмкостях В и С одинаковое.
- Избыточное давление выталкивает воду в трубку Р3 на высоту, равную высоте водяного столба в трубке Р1 (Закон сообщающихся сосудов). Так как уровень воды в ёмкости В поднят вверх над уровнем воды в ёмкости С на высоту h, то и вода в трубке Р3 должна подняться выше уровня в ёмкости А на такое же расстояние h, что и обуславливает высоту фонтана.
- Вода, вытекающая из трубки P3, заменяет воду, вытекающую из A в C, что обеспечивает сохранение высоты водяного столба и величины его давления.

Таким образом, потенциальная (гравитационная) энергия воды, которая падает из чаши в нижний сосуд, передается по пневматической напорной трубе (на этом этапе вверх поднимается только воздух), чтобы вытолкнуть воду из среднего сосуда на некоторую высоту над чашей.
Должны выполняться условия:
- Воздух в ёмкостях C и В не должен выходить через трубки P1 и P3, эти трубки нужно опускать как можно ниже, чтобы вода запечатала ход воздуху.
- Вода не должна проходить через трубку P2 между B и C, поэтому P2 соединяет верхнюю часть ёмкостей B и C. (Если P2 опустить в C до дна, вода герметизирует трубку и давление воздуха не будет передаваться в ёмкость B).

При первом наблюдении фонтана Герона может показаться, что это вечный двигатель. Но после исчерпания воды в ёмкости В он останавливается. Однако, если ёмкости В и С значительного объёма, а скорость потока воды невелика (зависит от диаметра сопла на конце трубки P3), то фонтан может работать в течение значительного времени. Для достижения максимального зрелищного эффекта с высокой струёй фонтана средняя ёмкость должна быть сразу под чашей, а нижняя размещаться от них на максимальном удалении вниз.